# Eurata histrio
Eurata histrio là một loài bướm đêm thuộc phân họ Arctiinae, họ Erebidae.